# Hanne Wilfert
Hans Gottfried „Hanne“ Wilfert (* 26. März 1921 in Rodewisch; † 25. Mai 1994) war ein deutscher Jazzmusiker. 

## Leben und Wirken
Wilfert lernte mit sieben Jahren Violine; auf der Musikschule in Lengenfeld studierte er auch Trompete, Tenorhorn und Saxophon. Nach der Militärzeit spielte er in amerikanischen Clubs und dann in der Band von Joe Wick, um 1949 zu Kurt Edelhagen zu wechseln. Bei diesem spielte er als Satzführer und Solist zunächst in Nürnberg. Ein Angebot des WDR zur Mitwirkung im Orchester von Adalbert Luczkowski, um den Musikern dort eine jazzorientierte Phrasierung zu vermitteln, ließ sich nicht realisieren. Nach vier Wochen kehrte er zu Edelhagen zurück, um dann mit ihm für den Südwestfunk in Baden-Baden zu spielen. 1957 wechselte er zum RIAS-Tanzorchester unter Werner Müller, um dann ab 1962 bis zur Auflösung der Band bei Edelhagen in Köln zu spielen. Er arbeitete 1982 beim Orchester von Paul Kuhn, dann als Freelancer und als Dozent an der Musikhochschule Köln. Neben zahlreichen Rundfunkaufnahmen war er auch an Schallplattenaufnahmen mit den genannten Klangkörpern, mit Kurt Wege, sowie unter eigenem Namen und mit Ladykiller beteiligt.
1986 begleitete Wilfert als 1. Flügelhornist eine Tournee von Ernst Mosch. Nachdem dessen Konzertmeister Franz Bummerl kurzfristig ausgefallen war, konnte Wilfert dank seiner Virtuosität spontan einspringen, ohne dass er zuvor in volkstümlichen Blasorchestern spielte.